# Adolf Łączyński
Adolf Łączyński (ur. 17 czerwca 1796 w Gradowie, zm. 2 czerwca 1870 w Poznaniu) – polski polityk, działacz społeczny, powstaniec listopadowy i właściciel ziemski.

## Życiorys

### Dzieciństwo i młodość
Urodził się 17 czerwca 1796 w Gradowie koło Sochaczewa, w rodzinie Dionizego – posła na Sejm Wielki, starosty strzeleckiego, kapitana gwardii królewskiej pieszej, deputata na Trybunał Koronny i sędziego pokoju powiatu gostyńskiego w Księstwie Warszawskim oraz Teodory z Podczaskich, podczaszanki gostyńskiej. W 1808 rozpoczął naukę w korpusie kadetów, później zaś w Liceum Warszawskim. Od 1816 studiował prawo i historię na Uniwersytecie Wrocławskim. Po zakończeniu studiów, wyruszył do zachodniej Europy, między innymi przebywając we Francji i Niemczech, a powróciwszy do kraju, objął posadę adiunkta w Radzie Stanu. Śmierć ojca zmusiła go do zajęcia się majątkiem rodzinnym w miejscowości Białe, pełnił tam również rozmaite godności lokalne. Podczas pełnienia tych urzędów spotykał się z działaczami konspiracyjnymi, przede wszystkim jednak popierał legalną opozycję i był przeciwnikiem walki zbrojnej.

### Powstanie listopadowe i zsyłka
Podczas powstania listopadowego walczył w szeregach 2 pułku jazdy Mazurów w randze podporucznika. W marcu 1831 otrzymał Order Virtuti Militari za zasługi w bitwie pod Grochowem, w czerwcu zaś awansował na porucznika, pełniąc w jednostce także rolę adiutanta dowódcy. Po zakończeniu powstania, tymczasowo internowany w Golubiu, ponownie zajął się gospodarowaniem w swoim majątku. Aresztowany w 1833, pod zarzutem pomocy emisariuszom, został skazany przez sąd wojenny do rot aresztanckich na Syberii. W lecie 1834 dotarł do Orenburga. Pozostał w mieście, dzięki wstawiennictwu generała-gubernatora Orenburga Wasilija Perowskiego, gdzie prowadził lekcje dla dzieci wyższych urzędników. Zapoznał się tam również z Tomaszem Zanem i Adamem Suzinem. W 1837 powrócił do majątku Białe, po wyjednaniu mu wolności przez Perowskiego i ponownie włączył się do działalności publicznej, podejmując pracę radcy dyrekcji głównej warszawskiego Towarzystwa Kredytowego. W 1839 ożenił się z Rozalią z Ponińskich, owdowiałą po śmierci Juliana Dąbskiego i przeprowadził się do Kościelca koło Inowrocławia, który był własnością żony. Odtąd działał w zaborze pruskim oraz z sukcesami prowadził dobra kościeleckie.

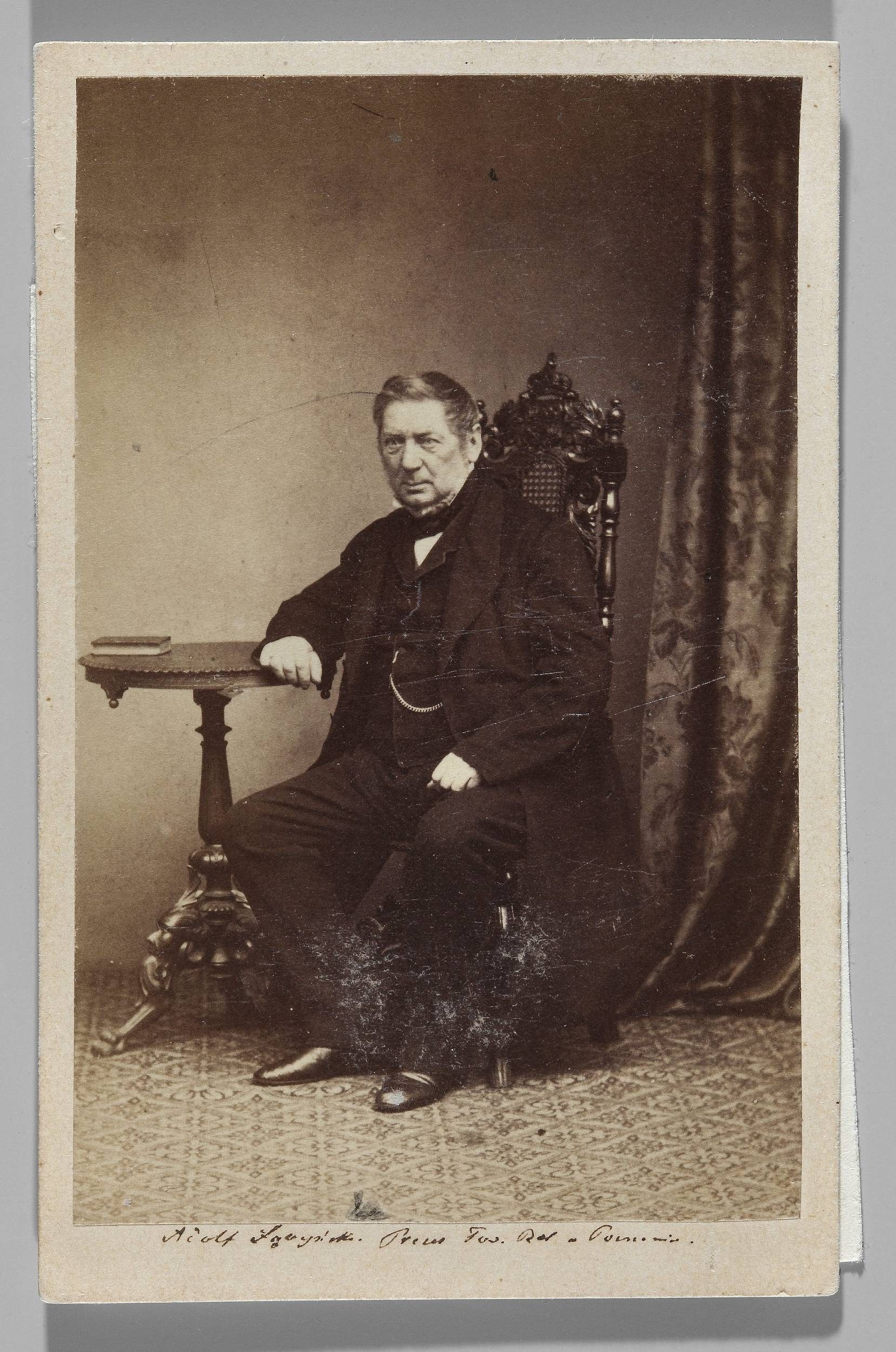
Fotografia Adolfa Łączyńskiego

### Działalność w Wielkopolsce
Łączyński, dzięki znajomościom i cechom osobistym, osiągnął wysoką pozycję pośród ziemiaństwa wielkopolskiego. Dawał wyraz konserwatywnym poglądom, utrzymywał bliskie relacje z Gustawem Potworowskim, a w późniejszym czasie duży wpływ wywierał na niego ks. Jan Koźmian. Od 10 do 12 stycznia 1849 kierował pierwszym walnym zebraniem Ligi Polskiej, w trakcie obrad otrzymał stanowisko zastępcy dyrektorów. Przewodził Lidze w Kórniku. Reprezentował prawe skrzydło organizacji. W tym czasie propagował ideę zwiększenia czytelnictwa na wsiach kujawskich. W latach 1849–1852 zasiadał w sejmie pruskim z okręgu gnieźnieńsko–inowrocławskiego. Wraz z innymi posłami wielkopolskimi na znak protestu przeciwko postanowieniom konstytucji pruskiej nie uwzględniającej praw społeczności polskiej złożył mandat 5 lutego 1850. Do Sejmu został powtórnie wybrany 16 marca 1850. Od 1849 w miejsce Potworowskiego był prezesem Koła Polskiego w Berlinie. Był zwolennikiem silnej władzy w Kole, doprowadził do osłabienia opozycji lewicowej, wspierał politykę lojalizmu i ugodowej postawy wobec rządu. W sejmie nie odniósł znaczących sukcesów. Oprócz działalności politycznej zaangażowany był również w różne przedsięwzięcia organizacyjne. Współtworzył Centralne Towarzystwo Gospodarcze w 1861, jednocześnie w latach 1861–1865 pełnił funkcję prezesa tej organizacji, ponadto zasiadał w zarządzie Towarzystwa Pomocy Naukowej, wspierając młodzież szkolną w kraju i zagranicą, m.in. Szkołę Polską w Batignolles. W latach 1851–1854 zasiadał w dyrekcji Bazaru i posiadał akcje spółki. Był jednym z współzałożycieli Dziennika Poznańskiego. W 1860 i 1863 wchodził w skład komitetu 1000-lecia dynastii Piastów.

### Sprzeciw wobec powstania styczniowego
Pod koniec 1862 r. kierował pracami zebrania, które wysłało do Warszawy dwóch przedstawicieli (Aleksander Guttry i Adolf Koczorowski) na tzw. zjazd grudniowy. Po powrocie posłańców i złożeniu przez nich sprawozdania 8 stycznia 1863 powstał Komitet Łączyńskiego, który za główny cel postawił sobie zniechęcenie polskich mieszkańców zaboru pruskiego do jakiejkolwiek pomocy powstańcom styczniowym. Komitet wyrażał zdanie części konserwatywnej szlachty, ziemiaństwa, wyższego duchowieństwa oraz Hotelu Lambert. Duży wpływ na Komitet miał ksiądz Koźmian, który dążył do zgaszenia powstania w zarodku, a po jego wybuchu nie starał się udzielić jakiejkolwiek pomocy. 16 lutego organ wydał odezwę potępiającą zryw w Królestwie Polskim. Nawoływała ona do niesolidaryzowania się z powstańcami, ponieważ powstanie było źle zorganizowane, przeciwnik miał znaczącą przewagę, a ostatecznym rezultatem będzie przelanie krwi polskiej. Odezwa spotkała się z niechęcią i dezaprobatą ze strony niedawnych zwolenników, czego przykładem jest zdanie Pauliny Wilkońskiej: „Głos ten ogólne nieomal oburzenie wywołał – pisała do Józefa Kraszewskiego Paulina Wilkońska – krzyczano na Komitet, «Nadwiślanin» umieścił piorunujący artykuł, w którym dokładnie wszystkie wymienił nazwiska, a w Poznaniu przybito ich fotografie na pręgierzu...”. 9 kwietnia władze powstańcze rozwiązały Komitet Łączyńskiego, a jego agendy podporządkowano istniejącemu już Komitetowi Działyńskiego.
W 1864 został aresztowany z rozkazu władz pruskich, które dwukrotnie postawiły go przed sądem (lipiec – grudzień 1864 i marzec – kwiecień 1865). Proces zakończył się uniewinnieniem Łączyńskiego. Wkrótce wycofał się z życia publicznego, m.in. z powodu kłopotów z cukrzycą.

### Śmierć
Zmarł 2 czerwca 1870 w Poznaniu, zaś tydzień później spoczął na cmentarzu w Kościelcu. Adolf Łączyński i Rozalia z Ponińskich nie pozostawili potomstwa.